# Katharina Jacquet

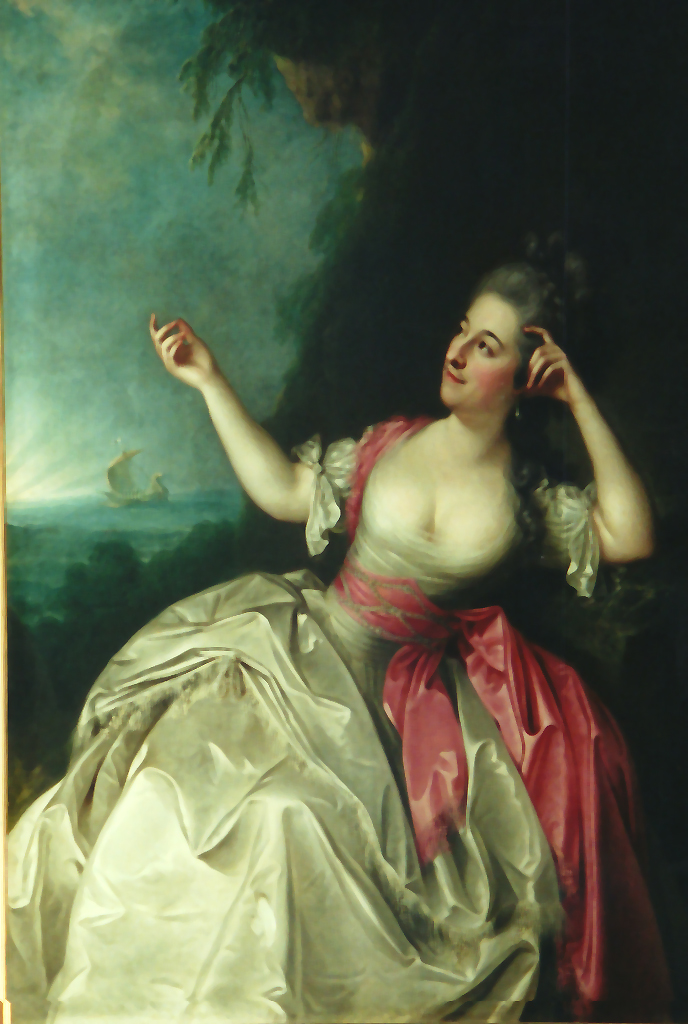
Katharina Jacquet, Porträt von Joseph Hickel (1736–1807)

Katharina Jacquet (1. März 1760 in Graz oder Wien – 31. Jänner 1786 in Wien) war eine österreichische Theaterschauspielerin.

## Leben
Die Tochter des Schauspielers Karl J. Jacquet betrat im Alter von zehn Jahren die Bühne des Nationaltheaters in Wien. Im Jahr 1779 begründete sie ihren Ruf als „Elwine“ im Trauerspiel Percy. Bald spielte sie im höheren Trauerspiel, aber auch im feinen Lustspiel.
Obwohl sie eine etwas schwache Stimme hatte, unterstützten sie doch ein schlanker Wuchs, ein edler Anstand, ein vorzügliches Mienenspiel und unvergleichliche Darstellungsgabe. Sie verstarb im Alter von nur 26 Jahren.
Ihr Tod wurde allgemein betrauert; zahlreiche Gedichte und Flugschriften verkündeten dem Publikum, welchen Verlust die deutsche Bühne erlitten habe. Unter das in der Künstlergalerie des Nationaltheaters, auf Befehl des Kaisers Joseph von Joseph Hickel gemalte Bildnis, welches sie in der Rolle der Ariadne auf Naxos darstellt, schrieb der Kaiser eigenhändig: „Sie starb allgemein bedauert“.